# أنيت ديفو
أنيت ديفو (بالإنجليزية: Annette DeFoe)‏ هي ممثلة أمريكية، ولدت في 21 يناير 1890 بأوهايو في الولايات المتحدة، وتوفيت في 2 أغسطس 1960 بلوس أنجلوس في الولايات المتحدة.

## وصلات خارجية
- أنيت ديفو على موقع IMDb (الإنجليزية)